# Live at Montreux 2011
Live at Montreux 2011 è un album dal vivo del gruppo rock britannico Deep Purple, pubblicato nel 2011.

## Tracce
Tutte le tracce sono di Ritchie Blackmore, Ian Gillan, Roger Glover, Jon Lord e Ian Paice, eccetto dove indicato.

### Disco 1
1. Deep Purple Overture (Stephen Bentley-Klein, Jack Bruce, Pete Brown, Eric Clapton, Blackmore, Gillan, Glover, Lord, Paice) – 1:39
2. Highway Star – 6:54
3. Hard Lovin' Man – 6:08
4. Maybe I'm a Leo – 4:30
5. Strange Kind of Woman – 6:19
6. Rapture of the Deep (Gillan, Steve Morse, Roger Glover, Don Airey, Paice) – 5:44
7. Woman from Tokyo – 6:18
8. Contact Lost (Morse) – 4:28
9. When a Blind Man Cries – 3:50
10. The Well Dressed Guitar (Morse) – 2:42

### Disco 2
1. Knocking at Your Back Door (Blackmore, Gillan, Glover) – 6:07
2. Lazy – 8:45
3. No One Came – 5:40
4. Keyboards Solo (Airey) – 5:45
5. Perfect Strangers (Gillan, Blackmore, Glover) – 6:05
6. Space Truckin' – 4:55
7. Smoke on the Water – 8:32
8. Green Onions (Steve Cropper, Al Jackson, Lewie Steinberg, Booker T. Jones)/Hush (Joe South)/Bass solo (Glover) – 8:18
9. Black Night – 7:10

## DVD/Blu Ray
1. "Deep Purple Overture/Highway Star"
2. "Hard Lovin' Man"
3. "Maybe I'm a Leo"
4. "Strange Kind of Woman"
5. "Rapture of the Deep"
6. "Woman from Tokyo"
7. "Contact Lost"
8. "When a Blind Man Cries"
9. "The Well-Dressed Guitar"
10. "Knocking at Your Back Door"
11. "Lazy"
12. "No One Came"
13. "Don Airey Keyboard Solo"
14. "Perfect Strangers"
15. "Space Truckin’"
16. "Smoke on the Water"
17. "Hush"
18. "Black Night"

Contenuti bonus
- Interview with Deep Purple

## Formazione
- Ian Gillan - voce, armonica
- Steve Morse - chitarra
- Roger Glover - basso
- Don Airey - tastiera
- Ian Paice - batteria
- Neue Philharmonie Frankfurt - orchestra, diretta da Stephen Bentley-Klein